# Бригветврач
Бригветврач — сокращённое название должности «бригадный ветеринарный врач» и воинское звание высшего начальствующего (военно-ветеринарного) состава в Красной Армии. Выше военветврача 1-го ранга, ниже дивветврача.

## История
Введено Постановлением ЦИК СССР и СНК СССР от 22 сентября 1935 года «О введении персональных военных званий начальствующего состава РККА» взамен всех прежних званий ветеринарного начсостава служебной категории К-10. Предназначалось для руководящего состава военно-ветеринарной службы РККА, начальников ветеринарных служб в соединениях (обычно не ниже корпусного уровня) и окружных ветеринарных структур, руководителей и ведущих специалистов военных исследовательских учреждений, а также для руководителей и профессорско-преподавательского состава военно-учебных заведений. В пограничных и внутренних войсках НКВД это звание было установлено приказом № 331 от 23 октября 1935 года и предназначалось для начальников ветеринарных отделов главных управлений и окружных ветеринарных структур. Кроме того, это звание могли носить и руководящие работники наркомзема, а также руководители академических научно-исследовательских организаций. Следует учитывать, что данное звание могло быть присвоено только военнослужащему с высшим ветеринарным образованием, являющемуся практикующим ветеринарным врачом, прочий начальствующий состав в этой службе, включая и фармацевтов, носил звания военно-хозяйственного состава.
В марте 1940 года по проекту К. Е. Ворошилова предполагалось ввести вместо него звание генерал-майор ветеринарной службы.
В связи с массовым формированием кавалерийских дивизий по новым штатам в 1941 году звание получили многие начальники ветеринарных отделов армий.
Упразднено Постановлением ГКО СССР № 2685 от 2 января 1943 года «О введении персональных воинских званий военно-медицинскому и военно-ветеринарному составу Красной Армии». в связи с этим в 1943 году бригветврачи были переаттестованы в полковников ветеринарной службы, реже в генерал-майоров ветеринарной службы.
| Род войск                                       | Соответствующее звание/должность |
| В командном составе                             | В командном составе |
| ----------------------------------------------- | --- |
| в сухопутных и военно-воздушных силах РККА      | комбриг |
| Народный комиссариат внутренних дел СССР        | майор государственной безопасности, введённое постановлением ЦИК и СНК СССР от 7 октября 1935 года (военнослужащие пограничных и внутренних войск НКВД имели воинские звания, принятые в РККА) |
| Военно-Морской Флот СССР                        | капитан 1-го ранга |
| ВВС ВМФ и Береговая служба                      | комбриг |
| В начальствующем составе                        | |
| в военно-политическом составе всех родов войск  | бригадный комиссар |
| в военно-техническом составе всех родов войск   | бригинженер |
| в военно-техническом составе ВМФ                | инженер-флагман 3-го ранга |
| в военно-хозяйственном составе всех родов войск | бригинтендант |
| в военно-медицинском составе всех родов войск   | бригврач |
| в военно-юридическом составе всех родов войск   | бригвоенюрист |

## Знаки различия
Знаки различия — один красный ромб в петлицах.

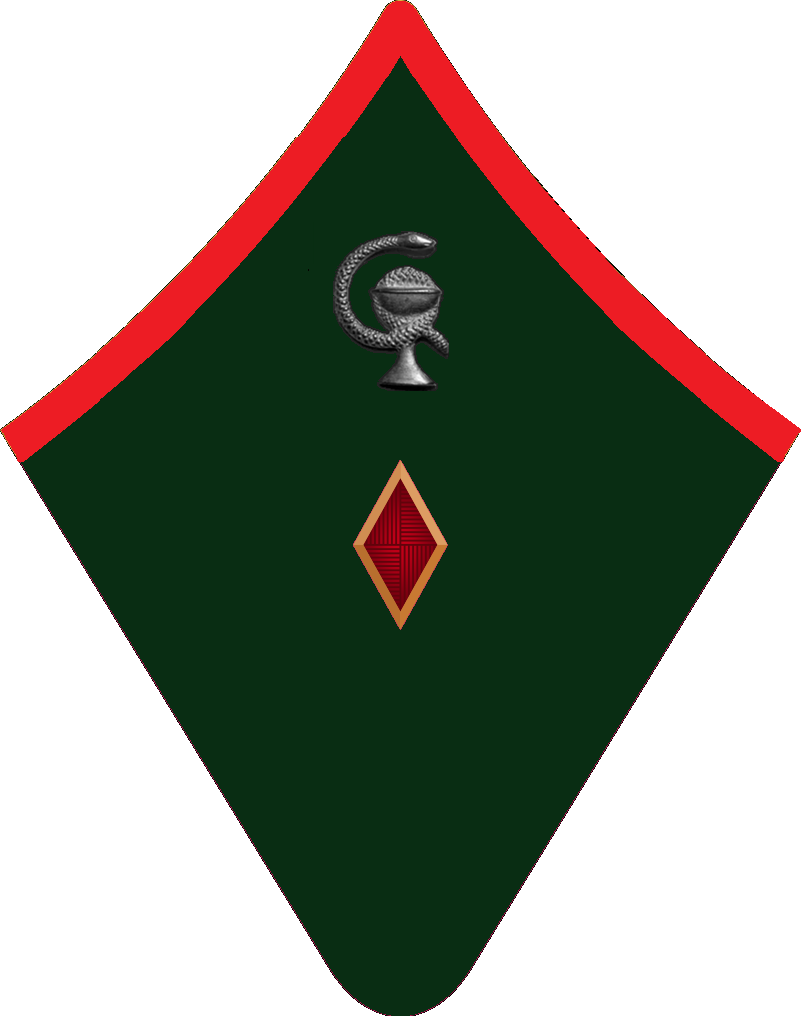
Петлица бригветврача для шинели

Над ромбом была эмблема военно-ветеринарного состава — сосуд гигеи серебристого цвета, установленная приказом НКО СССР от 10 марта 1936 года № 33.

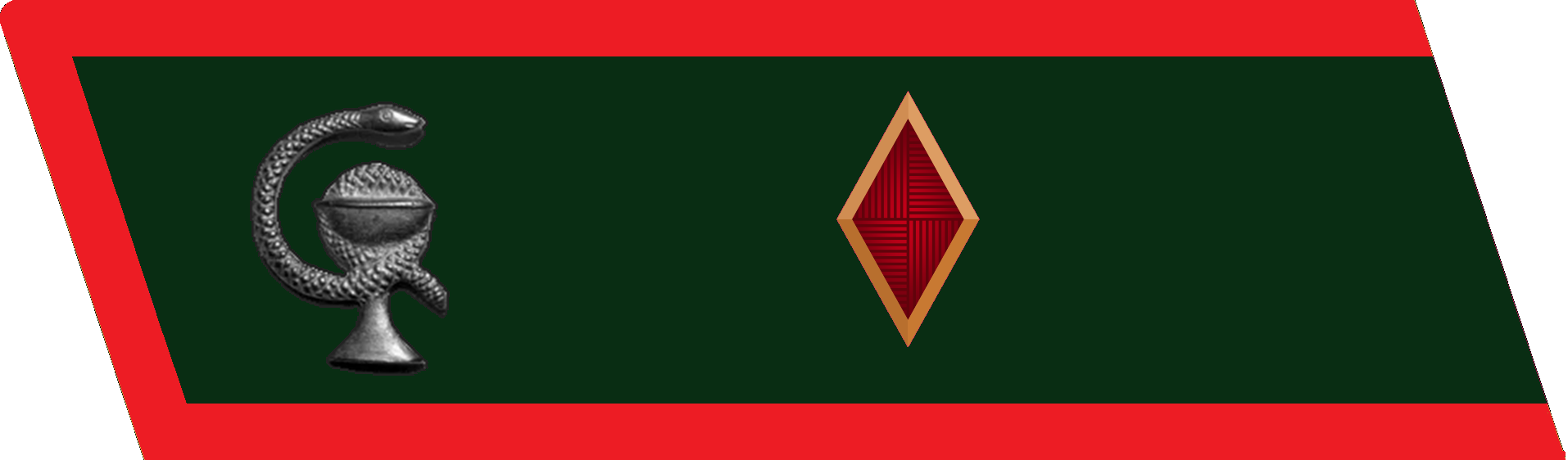
Петлица бригветврача для гимнастёрки

Постановлением СНК СССР от 2 декабря № 2590 для военно-ветеринарного состава была установлена тёмная-зелёная расцветка петлиц с красным кантом. Если ветеринарные подразделения входили в часть, принадлежащую иному роду войск, то носили свою эмблему на петлицах цвета соответствующей службы.
В 1938 г. в Медико-санитарном управлении Военно-Морского Флота была создана ветеринарная инспекция. Начальником инспекции являлся бригветврач С.А. Малицкий. Для ветеринарной службы во флоте было введено ношение металлических петличных эмблемы, но расположенных на вертикально стоящем якоре.

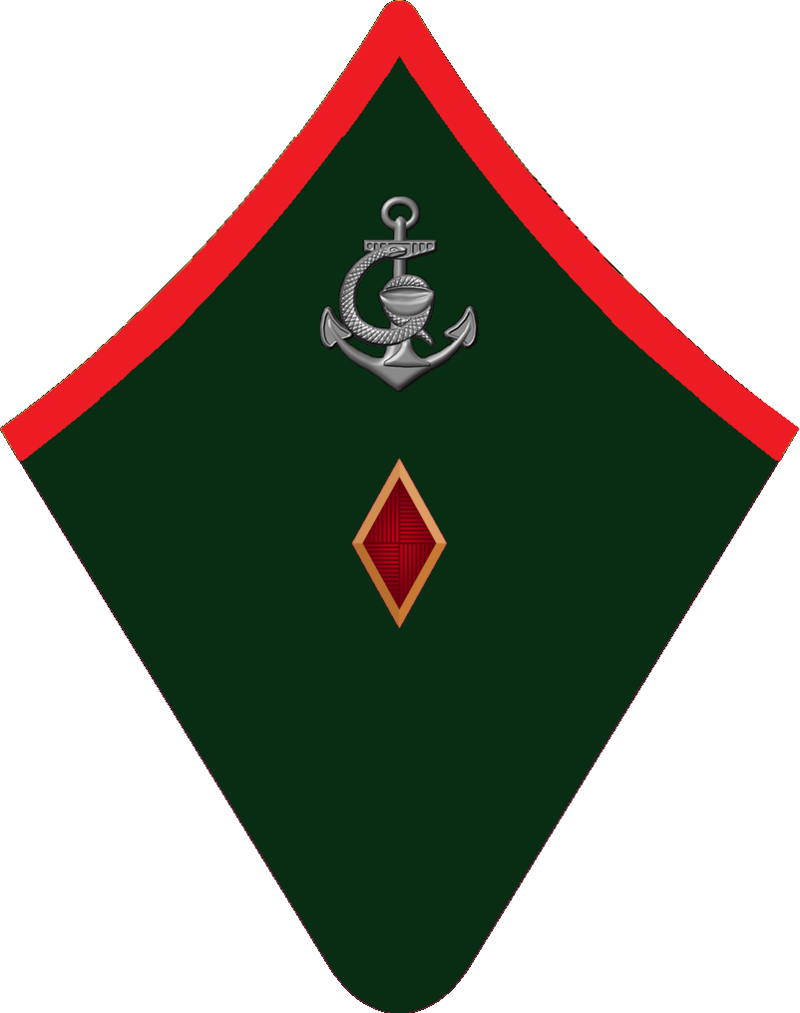
Петлица бригветврача ВМФ для шинели

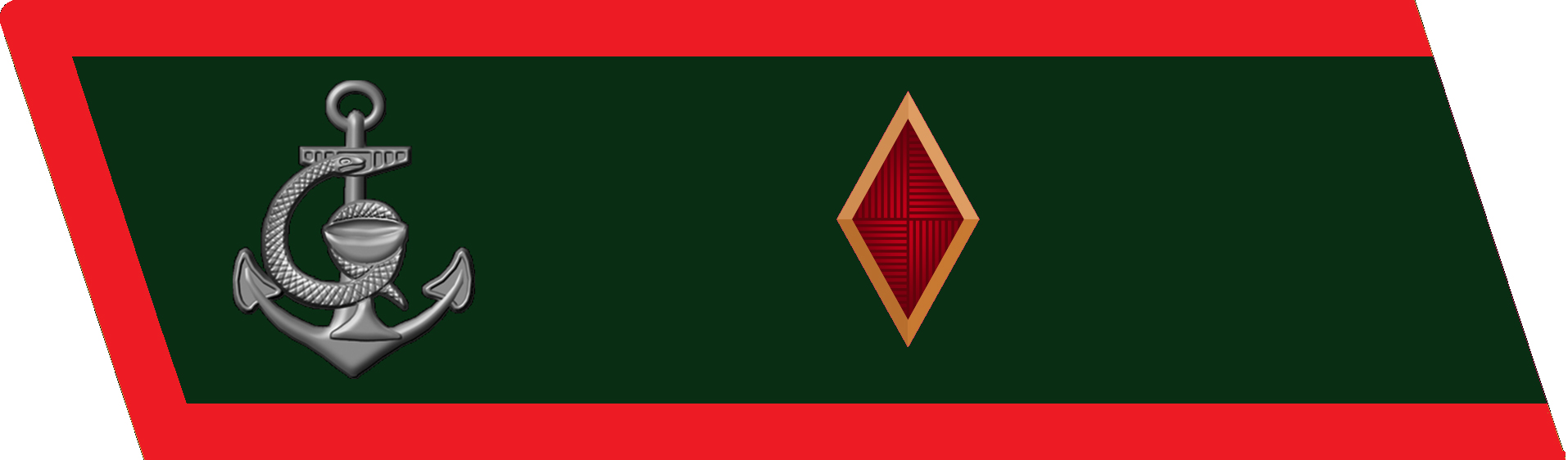
Петлица бригветврача ВМФ для гимнастёрки

## Присвоения звания
- Список бригветврачей РККА и НКВД СССР (1935—1943)